# Niccolò Figari
Niccolò Figari (Genova, 24 gennaio 1988) è un pallanuotista italiano, difensore del Quinto.

## Palmarès

### Club

#### Trofei nazionali
- Campionato italiano: 11

Pro Recco: 2008-09, 2009-10, 2010-11, 2011-12, 2012-13, 2013-14, 2014-15, 2015-16, 2016-17, 2017-18, 2018-19
- Coppe Italia: 11

Pro Recco: 2008-09, 2009-10, 2010-11, 2012-13, 2013-14, 2014-15, 2015-16, 2016-17, 2017-18, 2018-19, 2020-21

#### Trofei internazionali
- LEN Champions League: 4

Pro Recco: 2009-10 2011-12, 2014-15, 2020-21
- Lega Adriatica: 1

Pro Recco: 2011-12
- Supercoppa LEN: 4

Pro Recco: 2008, 2010, 2012, 2015

### Nazionale
- Mondiali

Shanghai 2011: 
Gwangju 2019: 
- World League

Almaty 2012: 
- Giochi del Mediterraneo

Pescara 2009: 